# Eilema tsinlingica
Eilema tsinlingica là một loài bướm đêm thuộc phân họ Arctiinae, họ Erebidae.